# Marcel Dourgnon
 (novembre 2021).
Si vous disposez d'ouvrages ou d'articles de référence ou si vous connaissez des sites web de qualité traitant du thème abordé ici, merci de compléter l'article en donnant les références utiles à sa vérifiabilité et en les liant à la section « Notes et références ».

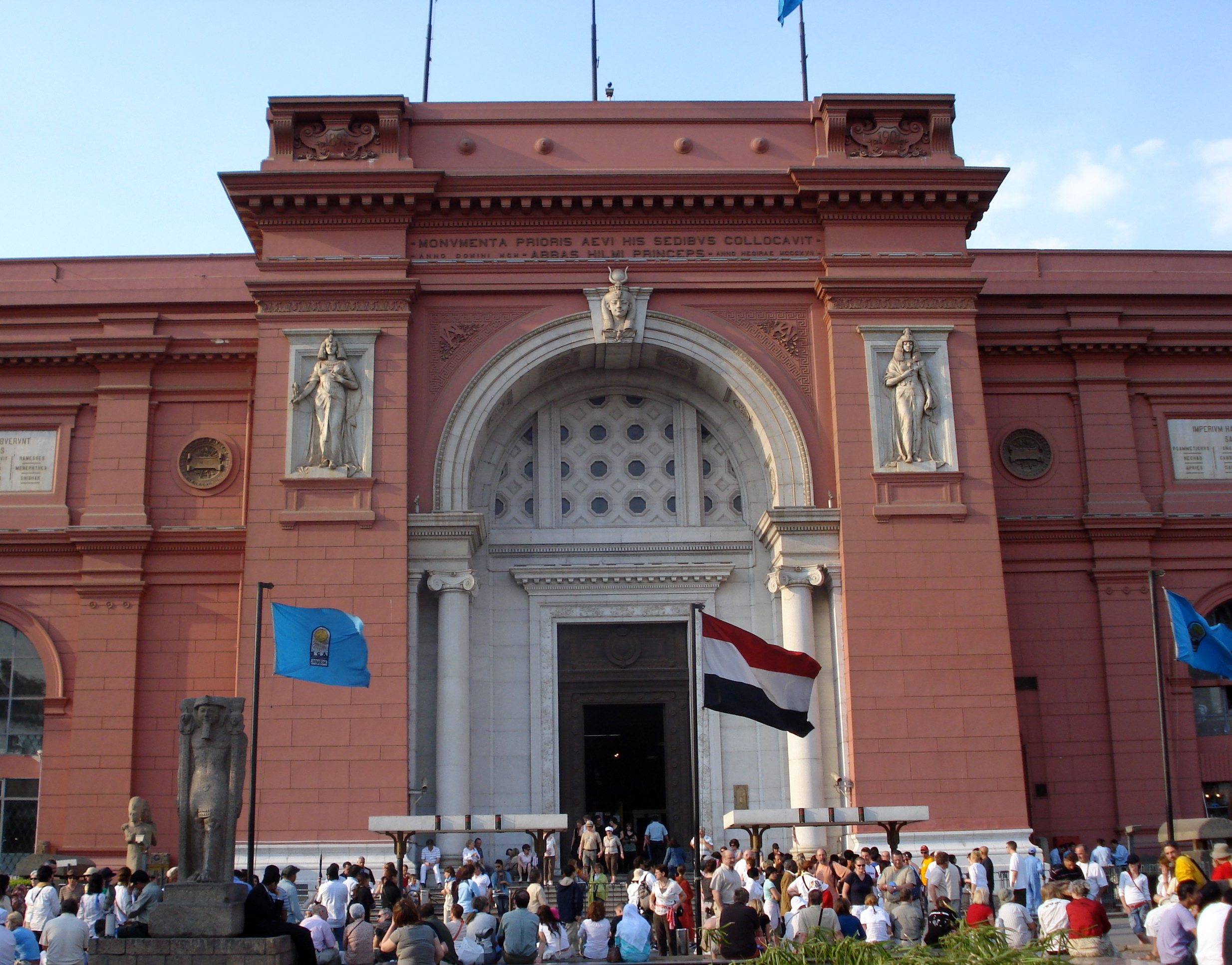
Entrée principale du musée, on y voit de part et d'autre du drapeau de l'Égypte, deux drapeaux du Conseil suprême des Antiquités égyptiennes (CSA).

Marcel Dourgnon est un architecte français né le 29 septembre 1858 à Marseille et mort à Paris le 18 octobre 1911.

## Biographie
Sa réalisation principale est le musée égyptien du Caire dont la construction rencontra de nombreuses difficultés.
Il fut architecte du gouvernement du Chili, puis s'orienta vers la politique, en 1908, il fut maire du IXe arrondissement de Paris.
Il est inhumé au cimetière du Père-Lachaise (94e division).

## Site externe
- Ressources relatives aux beaux-arts :   - AGORHA
  - Musée d'Orsay
  - MutualArt
  - Union List of Artist Names
- Ressource relative à la vie publique :   - base Léonore
- Notices d'autorité :   - VIAF
  - ISNI
  - BnF (données)
  - IdRef
  - GND
- Sa fiche sur le site Structurae
- Notice AGORHA
- Notices d'autorité :   - VIAF
  - ISNI
  - BnF (données)
  - IdRef
  - GND